# کامرا سانتا
کامرا سانتا اویدو (اسپانیایی: Cámara Santa de Oviedo، که به عنوان کلیسای سنت مایکل نیز شناخته می‌شود) یک کلیسای کاتولیک رومی است که به سبک پیشارمانسک در اویدو، اسپانیا ساخته شده است، در کنار برج پیشارمانسک سن میگل از کلیسای جامع شهر. این کلیسا در زاویه‌ای بین بازوی جنوبی راهروی کلیسای جامع و یک طرف از صومعه قرار دارد.